# Patinação artística nos Jogos da Boa Vontade de 1998
As competições de patinação artística nos Jogos da Boa Vontade de 1998 foram disputadas em Uniondale, Estados Unidos, entre 29 de julho e 1 de agosto de 1998.

## Medalhistas
| Evento                          | Ouro                                           | Prata                                     | Bronze                                      | Ref.  |
| Individual masculino (detalhes) | Todd Eldredge · Estados Unidos                 | Alexei Urmanov · Rússia                   | Evgeni Plushenko · Rússia                   | [ 1 ] |
| Individual feminino (detalhes)  | Michelle Kwan · Estados Unidos                 | Maria Butyrskaya · Rússia                 | Viktoria Volchkova · Rússia                 | [ 1 ] |
| Duplas (detalhes)               | Elena Berezhnaya · Anton Sikharulidze · Rússia | Oksana Kazakova · Artur Dmitriev · Rússia | Dorota Zagórska · Mariusz Siudek · Polônia  | [ 1 ] |
| Dança no gelo (detalhes)        | Anjelika Krylova · Oleg Ovsyannikov · Rússia   | Irina Lobacheva · Ilia Averbukh · Rússia  | Elena Grushina · Ruslan Goncharov · Ucrânia | [ 1 ] |

## Resultados

### Individual masculino
| Pos.              | Nome             | Nacionalidade  | Pontos |
| ----------------- | ---------------- | -------------- | ------ |
| Medalha de ouro   | Todd Eldredge    | Estados Unidos | 1.50   |
| Medalha de prata  | Alexei Urmanov   | Rússia         | 3.00   |
| Medalha de bronze | Evgeni Plushenko | Rússia         | 4.50   |
| 4                 | Michael Weiss    | Estados Unidos | 6.50   |
| 5                 | Timothy Goebel   | Estados Unidos | 8.00   |
| 6                 | Takeshi Honda    | Japão          | 9.00   |
| 7                 | Evgeni Pliuta    | Ucrânia        | 9.50   |
| 8                 | Yunfei Li        | China          | 12.50  |
| 9                 | Steven Cousins   | Reino Unido    | 12.50  |

### Individual feminino
| Pos.              | Nome               | Nacionalidade  | Pontos |
| ----------------- | ------------------ | -------------- | ------ |
| Medalha de ouro   | Michelle Kwan      | Estados Unidos | 1.50   |
| Medalha de prata  | Maria Butyrskaya   | Rússia         | 3.00   |
| Medalha de bronze | Viktoria Volchkova | Rússia         | 5.50   |
| 4                 | Angela Nikodinov   | Estados Unidos | 6.00   |
| 5                 | Irina Slutskaya    | Rússia         | 7.50   |
| 6                 | Laëtitia Hubert    | França         | 8.00   |
| 7                 | Elena Sokolova     | Rússia         | 11.00  |
| 8                 | Anna Rechnio       | Polônia        | 11.50  |

### Duplas
| Pos.              | Nome                                  | Nacionalidade  | Pontos |
| ----------------- | ------------------------------------- | -------------- | ------ |
| Medalha de ouro   | Elena Berezhnaya / Anton Sikharulidze | Rússia         | 1.50   |
| Medalha de prata  | Oksana Kazakova / Artur Dmitriev      | Rússia         | 3.00   |
| Medalha de bronze | Dorota Zagorska / Mariusz Siudek      | Polônia        | 5.00   |
| 4                 | Xue Shen / Hongbo Zhao                | China          | 5.50   |
| 5                 | Kristy Sargeant / Kris Wirtz          | Canadá         | 8.00   |
| 6                 | Sarah Abitbol / Stephane Bernadis     | França         | 8.50   |
| 7                 | Tiffany Stiegler / Johnnie Stiegler   | Estados Unidos | 10.50  |

### Dança no gelo
| Pos.              | Nome                                | Nacionalidade  | Pontos |
| ----------------- | ----------------------------------- | -------------- | ------ |
| Medalha de ouro   | Anjelika Krylova / Oleg Ovsyannikov | Rússia         | 2.00   |
| Medalha de prata  | Irina Lobacheva / Ilia Averbukh     | Rússia         | 4.00   |
| Medalha de bronze | Elena Grushina / Ruslan Goncharov   | Ucrânia        | 6.00   |
| 4                 | Jessica Joseph / Charles Butler     | Estados Unidos | 8.00   |

## Quadro de medalhas
| Ordem | País           | Medalha de ouro | Medalha de prata | Medalha de bronze |    | Ordem por total |
| ----- | -------------- | --------------- | ---------------- | ----------------- | -- | --------------- |
| 1     | Rússia         | 2               | 4                | 2                 | 8  | 1               |
| 2     | Estados Unidos | 2               |                  |                   | 2  | 2               |
| 3     | Polônia        |                 |                  | 1                 | 1  | 3               |
| 3     | Ucrânia        |                 |                  | 1                 | 1  | 3               |
| TOTAL | TOTAL          | 4               | 4                | 4                 | 12 | —               |